# مروة الصابوني
مروة الصابوني هي مهندسة معمارية وكاتبة سوريَّة ولدت في 18 سبتمبر 1981 في مدينة حمص. عدَّت صحيفة الغارديان كتابها «المعركة من أجل الوطن: رؤية معماريَّة شابَّة في سوريا» واحداً من أفضل الكتب في مجال العمارة عام 2016، واختارتها البي بي سي واحدةً من النساء المئة الأكثر إلهاماً وتأثيراً عام 2019.